# Sabrina S. Sutherland
Sabrina S. Sutherland (...) è una produttrice cinematografica e produttrice televisiva statunitense.
È produttrice di alcune opere di David Lynch tra cui Inland Empire (2006) e Twin Peaks (2017). Ha inoltre un piccolo ruolo nella serie del 2017.